# Michelle Keegan
Michelle Keegan (Stockport, 3 de junho de 1987) é uma atriz inglesa.
Keegan é conhecida por interpretar Tina McIntyre na soap opera da ITV Coronation Street, entre 2008 e 2014. Em 2015, interpretou Tracy na série de drama da BBC Ordinary Lies. Em 2016, Georgie Lane em Our Girl. Ela foi nomeada pela revista FHM a "Mulher mais sensual do mundo" em 2015.